# Bukit Calong
Bukit Calong är ett berg i Indonesien.   Det ligger i provinsen Aceh, i den västra delen av landet, 1 700 km nordväst om huvudstaden Jakarta. Toppen på Bukit Calong är 736 meter över havet.
Terrängen runt Bukit Calong är kuperad norrut, men söderut är den bergig. Terrängen runt Bukit Calong sluttar norrut.Runt Bukit Calong är det glesbefolkat, med 9 invånare per kvadratkilometer. I omgivningarna runt Bukit Calong växer i huvudsak städsegrön lövskog.